# Athing Mu
Athing Mu (ur. 8 czerwca 2002 w Trenton) – amerykańska lekkoatletka specjalizująca się w biegach sprinterskich i średnich.
Srebrna medalistka igrzysk olimpijskich młodzieży w Buenos Aires w biegu na 800 metrów (2018). Rok później triumfowała na mistrzostwach panamerykańskich juniorów.
W 2021 zwyciężyła w biegu na 800 metrów podczas igrzysk olimpijskich w Tokio. Uzyskany przez nią czas (1:55,21) jest aktualnym rekordem USA na tym dystansie. Kilka dni później Mu weszła w skład amerykańskiej sztafety 4 × 400 metrów, która zdobyła olimpijskie złoto.
W 2022 została w Eugene mistrzynią świata na dystansie 800 metrów, natomiast rok później w Budapeszcie sięgnęła po brązowy medal światowego czempionatu.
Stawała na najwyższym stopniu podium mistrzostw Stanów Zjednoczonych oraz reprezentowała swój kraj w meczach międzypaństwowych. Złota medalistka mistrzostw NCAA.
Jej rodzice pochodzą z Sudanu Południowego. Wyemigrowali do USA przed jej narodzinami. Ma czterech braci i dwie siostry. Studiuje na Texas A&M University.

## Osiągnięcia
| Rok  | Impreza                              | Miejsce      | Konkurencja             | Pozycja    | Wynik   |
| ---- | ------------------------------------ | ------------ | ----------------------- | ---------- | ------- |
| 2018 | Igrzyska olimpijskie młodzieży       | Buenos Aires | bieg na 800 metrów      | 2. miejsce | 2:05,23 |
| 2019 | Mistrzostwa panamerykańskie juniorów | San José     | bieg na 800 metrów      | 1. miejsce | 2:05,50 |
| 2019 | Igrzyska panamerykańskie             | Lima         | bieg na 800 metrów      | eliminacje | 2:07,30 |
| 2019 | Mecz Europa – USA                    | Mińsk        | bieg na 400 metrów      | 8. miejsce | 54,34   |
| 2019 | Mecz Europa – USA                    | Mińsk        | bieg na 800 metrów      | 7. miejsce | 2:06,68 |
| 2021 | Igrzyska olimpijskie                 | Tokio        | bieg na 800 metrów      | 1. miejsce | 1:55,21 |
| 2021 | Igrzyska olimpijskie                 | Tokio        | sztafeta 4 × 400 metrów | 1. miejsce | 3:16,85 |
| 2022 | Mistrzostwa świata                   | Eugene       | bieg na 800 metrów      | 1. miejsce | 1:56,30 |
| 2023 | Mistrzostwa świata                   | Budapeszt    | bieg na 800 metrów      | 3. miejsce | 1:56,61 |

## Rekordy życiowe
- bieg na 400 metrów – 49,57 (2021)
- bieg na 800 metrów (stadion) – 1:54,97 (2023) – rekord Stanów Zjednoczonych, 8. wynik w historii światowej lekkoatletyki
- bieg na 800 metrów (hala) – 1:58,40 (2021) – rekord świata juniorów
- bieg na 1500 metrów – 4:16,06 (2021)